# 김정원 (치어리더)
김정원(2001년 3월 15일 ~ )는 대한민국의 치어리더이다.

## 경력
- 2023년 ~ 2024년 : 서울 SK 나이츠
- 2023년 ~ 2024년 : 천안 현대캐피탈 스카이워커스
- 2024년 : 서울 이랜드 FC
- 2024년 : NC 다이노스
- 2024년 ~ 수원 kt 소닉붐
- 2024년 ~ 서울 삼성 썬더스
- 2024년 ~ 인천 신한은행 에스버드
- 2024년 ~ IBK기업은행 알토스
- 2025년 ~ kt wiz